# Zoran Štaklev
Zoran Štaklev (makedonsky Зоран Штаклев; 1933–2002) byl severomakedonský/jugoslávský architekt.
Mezi Štaklevovy práce patří především budova Republikového dispečerského televizního centra, která byla realizována v letech 1987 až 1989 v samém centru Skopje. Ačkoliv byla věrná myšlenkám brutalismu, nechal se zde Štaklev inspirovat antickou architekturou obdobně, jako je tomu např. v případě budovy amerického velvyslanectví v Athénách. V 80. letech se rovněž podílel na projektu budovy Ministerstva ropného průmyslu Iráku, která byla realizována v Bagdádu.